# Cosmisoma lividum
Cosmisoma lividum là một loài bọ cánh cứng trong họ Cerambycidae.